# Howard Siler
Howard Banford Siler (* 18. Juni 1945 in Newport News, Virginia; † 8. Juli 2014 in Clermont, Florida) war ein US-amerikanischer Bobsportler.
Siler wurde in seiner aktiven Karriere neunmal US-amerikanischer Meister. Außerdem gewann er bei der Bob-Weltmeisterschaft 1969 in Lake Placid Bronze im Viererbob. Bei seinen ersten Olympischen Winterspielen 1972 im japanischen Sapporo konnte er den 16. Platz im Zweierbob erreichen. Acht Jahre später in Lake Placid konnte er sich auf den fünften Platz verbessern; im Viererbob reichte es für Rang 13.
Nach Beendigung seiner aktiven Karriere arbeitete Siler als Versicherungsvertreter. Später arbeitete er als Trainer für die jamaikanische Bobmannschaft, welche 1988 erstmals bei Olympischen Winterspielen antrat.
Siler starb im Alter von 69 Jahren in seinem Zuhause in Clermont, Florida.